# Rockbuster
Rockbuster ist ein Newcomer-Contest des Landes Rheinland-Pfalz für Bands und Solo-Künstler. Der Wettbewerb wird seit 1995 jährlich von der gemeinnützigen LandesArbeitsGemeinschaft Rock & Pop in Rheinland-Pfalz e. V. im Auftrag des Ministeriums für Wissenschaft, Weiterbildung und Kultur  des Landes Rheinland-Pfalz und mit Unterstützung von Dasding ausgetragen. Nach mehreren Vorrunden, die an verschiedenen Orten im Land stattfinden, werden in einer Finalrunde drei Künstler zu den Siegern gekürt und in ein Förderprogramm aufgenommen. Zudem winkt ein Auftritt beim Rock am Ring Musikfestival. Die erste Finalrunde fand am 30. September 1995 statt. Neben den Siegern der einzelnen Vorrunden tritt in jedem Jahr ein namhafter Headliner bei den Finalrunden auf. Zu den bekanntesten Teilnehmern bei Rockbuster gehören Jupiter Jones (2. Platz 2003).

## Wettbewerb
Der Wettbewerb besteht aus einer Anmeldephase, landesweiten Vorrunden und der Finalrunde. Die Bewerbungsphase läuft vom 1. Januar und 31. März und ist für Bands/Solo-Künstler möglich, wenn mindestens die Hälfte der Musiker ihren Wohnsitz in Rheinland-Pfalz haben, zum Zeitpunkt der Bewerbung kein Vertrag bei namhaften Plattenfirmen/Musikverlagen besteht, nur eigene Songs und mindestens 30 Minuten live gespielt werden kann und der Durchschnitt der Musiker nicht höher als 30 Jahre ist. In einer Vorrunde spielen jeweils 5 Bands, die zuvor von einer unabhängigen Fachjury ausgewählt wurden. Die Vorrunden finden zwischen Mai und Juni an geographisch verschiedenen Orten in Rheinland-Pfalz statt. Nach jeder Vorrunde kürt die Jury die zwei besten Künstler. Der erste Platz zieht direkt ins Rockbuster-Finale ein, der zweite Platz muss in einer Zwischenrunde im August. Hier stehen weitere 2 Plätze für die Finalrunde zur Verfügung, die im Herbst eines Jahres stattfindet. Hier spielen die Siegerbands der Vorrunden und die beiden Qualifikanten der Zwischenrunde. Die drei von der Jury gekürten Sieger der Finalrunde werden in ein Förderprogramm aufgenommen. Die Förderpreise sind dabei für alle drei Künstler gleichwertig.
| Jahr | Erster                | Zweiter                   | Dritter                             | Weitere Finalisten                                                       | Headliner, Special Guest | Ort       | Quelle |
| ---- | --------------------- | ------------------------- | ----------------------------------- | ------------------------------------------------------------------------ | ------------------------ | --------- | ------ |
| 1995 | Brand New Demon       | Satisfunkt                | Tom Hapke Band                      | Snowblind, A Pilot's Thumb, Mindless, Plunk                              | Brings                   | Koblenz   | [ 10 ] |
| 1996 | Courage               | Demnächst Reich           | Sick & Wired                        | Tinnitus, Nontacky, Wild Poppy                                           | Six Was Nine             | Koblenz   | [ 10 ] |
| 1997 | Tunes for the takin'  | tHaibnakkel               | Fuck the Noise                      | Citizen Kane, Sucks-A-Phone, Koblenz Kä Thema, Coloured Clouds           | Der Wolf                 | Koblenz   | [ 10 ] |
| 1998 | Venus Hype Machine    | Line of Jazz              | Freakout                            | Funky Monks, Missister Moon, Giant's Causeway                            | The Seer, Trance Groove  | Koblenz   | [ 10 ] |
| 1999 | Planet Pop            | Pink Fish                 | CP Rono                             | Fluid, Bottle Battle                                                     | The Busters              | Koblenz   | [ 10 ] |
| 2000 | Sucks-A-Phone         | Magic Mushrooms           | Saxshop                             | Faded, Trashforce                                                        | Liquido                  | Koblenz   | [ 10 ] |
| 2001 | Kino                  | Marvin Go                 | HEK                                 | Levitate, Deep Green Sunset                                              | Farmer Boys              | Koblenz   | [ 10 ] |
| 2002 | A Massive Maybe       | Blind                     | Pink's Not Red                      | Splendid Mud, Spindrift                                                  | 4Lyn                     | Koblenz   | [ 10 ] |
| 2003 | Leeching Project      | Jupiter Jones             | Xtended                             | KiNG TCHiSA, Inspirit                                                    | Blackmail                | Lahnstein | [ 10 ] |
| 2004 | Dioramic              | Guru                      | Highfly                             | Silberblick, App' Ground                                                 | Such a Surge, Exilia     | Lahnstein | [ 10 ] |
| 2005 | Ben*Jammin'           | Die Resonanz              | Prison Mind                         | Project 54, Soma                                                         | Madsen                   | Lahnstein | [ 10 ] |
| 2006 | MBWTEYP               | Eagle And The Damage Done | Replico                             | Doppeldecker, Moreme                                                     | Revolverheld             | Lahnstein | [ 10 ] |
| 2007 | Auletta               | The Curls                 | Killing Glance                      | Señor Karōshi, Echtzeit                                                  | Donots, Jupiter Jones    | Lahnstein | [ 10 ] |
| 2008 | Ich bin bunt          | App' Ground               | Beispielwelt                        | The Giants, Joseph The Evil                                              | Jennifer Rostock, Blind  | Lahnstein | [ 10 ] |
| 2009 | Lake Cisco            | Project 54                | Delivering Cry                      | Perry O'Parson, Moneo                                                    | Kilians, Auletta         | Lahnstein | [ 10 ] |
| 2010 | Kolor                 | ERIN                      | Hellespont Fairfax                  | 2 Times Wasted, Saint Shelter, Sugar from Soul, The Orange Indiependents | Frittenbude              | Lahnstein | [ 10 ] |
| 2011 | Monoshoque            | Scene Writers             | The Grandtry                        | We Arms, Sir Toby, Eva Croissant, Teleidoscope                           | Jupiter Jones            | Lahnstein | [ 10 ] |
| 2012 | Filius Nox            | Bender & Schillinger      | Die Felsen                          | Awaiting Crunch, Everyday Circus, Felan's Heart, Manic Circus            | Turbostaat               | Lahnstein | [ 11 ] |
| 2013 | Der Wieland           | The Eternal Story         | Smells like Grandma                 | Dave de Bourg, Everyday Circus, Surface Sky                              | Emma6                    | Koblenz   | [ 12 ] |
| 2014 | Corona in the Pipebag | Dream Casino              | Kompass                             | Buffet of Fate, Earsteps, Fabian Schreiber & Band                        | I Heart Sharks           | Koblenz   | [ 13 ] |
| 2015 | FofoTank              | We Are Rome               | The Boomboxes                       | Good Friday, Lilli Rubin, Visdom                                         | Lot                      | Koblenz   | [ 14 ] |
| 2016 | Mind Trap             | Indianageflüster          | Elastiq                             | In Polaroid, Joleen, 5er WG                                              | Heisskalt                | Koblenz   | [ 15 ] |
| 2017 | Wendy I'm Home        | Lilli Rubin               | Philosophical Warlords and the Kiss | Kaptain Kaizen, René, Ultraschall                                        | Van Holzen               | Koblenz   | [ 16 ] |